# Nekomusume
Die Nekomusume (猫娘; „Katzentochter“ oder „Tochter der Katze“), auch als Neko-kōzō (猫小僧; „Katzenkind“) bekannt, ist ein fiktives Wesen der japanischen Folklore aus der Gruppe der Hanyō (Halbdämonen). Sie gilt als spezielle Erscheinungsform der Katzenyōkai Bakeneko und Nekomata, oder, wie der Name bereits impliziert, als Tochter eines vollwertigen Katzenyōkais. 

## Beschreibung
Die Nekomusume erscheint als junges, hübsches Mädchen im feinen, eleganten Kimono. Sie trägt ihr langes Haar meist offen und geht oft barfuß. Sie fällt durch ihre großen Katzenohren, katzentypischen Schlitzpupillen und manchmal durch ihren Katzenschweif auf (den sie aber normalerweise zu verbergen sucht). Angeblich verrate sie sich auch dadurch, dass sie der Versuchung, Mäuse und Vögel zu jagen, nicht widerstehen könne. Die modernere Folklore behauptet, die Nekomusume sei entweder eine ungewöhnlich junge Bakeneko oder die Tochter eines Katzendämons. Nekomusume wird ein sprunghaft wechselnder („launischer“) Charakter nachgesagt und in vielen modernen Anekdoten und Romanerzählungen werden sie als rachsüchtige und magiekundige Katzenfrauen beschrieben.

## Hintergründe
Die moderne Figur der Nekomusume geht vermutlich auf eine Freakshow namens Misemono zurück, die sich in den 1760er-Jahren in der Gegend um Asakusa großer Beliebtheit erfreute. Dort trat eine junge Dame als vorgebliche Nekomusume auf, die äußerlich ganz der klassischen Beschreibung entsprach. Sogar schlitzförmige Pupillen soll sie gehabt haben. Die Shows endeten in den 1780er-Jahren und die Nekomusume geriet eine Weile in Vergessenheit. Um 1800 erschien die Nekomusume als Sagengestalt in dem Sammelwerk Ehon Sayoshigure (絵本小夜時雨; Bilderbuch des sanften Herbstregens) des Autors Hayami Shungyōsai aus dem Jahr 1801 (Edo-Zeit). In der Geschichte Ashū no Kai-onna (阿州の奇女; Die seltsame Frau aus Ashu) heißt es, die Tochter eines reichen Händlers habe die bizarre Angewohnheit gehabt, fast Alles und Jeden ablecken zu wollen. Ihre Zunge sei ganz rau gewesen und sie sei auch so anhänglich wie eine Katze gewesen. Sie erscheint auch in dem Sammelwerk Kyōka Hyakki Yakyō (狂歌百鬼夜興; Kyōka vom Nachtzug der einhundert Dämonen) des Poeten Tōsaku aus dem Jahr 1829. Hier allerdings heißt sie Name-onna und „Nekomusume“ wird nur als eine Art Spitzname verwendet. Schließlich erscheint die Nekomusume in dem Sammelwerk Ansei Zakki (安政雑記; Was während der Ansei-Zeit geschah) des Historikers Fujikawa Tei aus dem Jahr 1860. Dort wird die tragische Geschichte des Mädchens Natsu erzählt, das sich wie eine Katze aufführt und deshalb von ihren Mitmenschen gemieden und gemobbt wird. Die verzweifelte Mutter versucht alles nur Erdenkliche, die Tochter von ihrem Verhalten abzubringen, bis sie beschließt, das Kind als eine Art menschlichen Mäusefänger gewissermaßen zu vermieten.
Bereits die Bakeneko und die Nekomata sind gemäß dem japanischen Volksglauben magiekundige und der menschlichen Sprache befähigte Dämonen, die sich aus einfachen Hauskatzen entwickeln sollen. Beide Wesen gelten als menschenverachtend und heimtückisch und sind entsprechend gefürchtet. Die Nekomusume wird als nicht minder gefährlich beschrieben, wobei von ihr noch eine gewisse äußerliche Unschuld und Niedlichkeit ausgeht. Genau dieser spezielle Aspekt hat die Nekosume in modernen Subkulturen, speziell den Anime-Cosplays und Furry-Begeisterten populär gemacht. In diesen von Fangemeinden geführten Subkulturen sind die Nekomusume als „Cat Girl“ mit den Kostümen Nekomimi (猫耳; „Katzenohr“) und Kemonomimi (獣耳; „Tierohr“) bekannt. In der bekannten Animeserie GeGeGe no Kitarō ist ein Charakter namens Neko-Musume vertreten. In der westjapanischen Präfektur Tottori ist ihr ein Zug auf der Sakai-Bahnlinie gewidmet (Shigeru Mizuki, der Autor der Serie, stammte aus dem dortigen Sakaiminato).